# Метро (новине)
Метро интернашонал је шведска медијска компанија са седиштем у Луксембургу. Компанија штампа бесплатне Метро новине, које се могу наћи у преко 30 земаља, штампаним на локалним језицима . Прво издање је изашло у Стокхолму, 1995. године под називом Бостон Метро. Компанију је основао Пеле Андерсон, као подгрупа Модерн Тајм Групе. Тренутно власник новина је шведска инвестициона фирма Киневик.
Од јануара 2007. године, Метро се штампа свакодневно у преко 100 великих градова у 20 држава и на 18 језика. Новине се могу наћи широм Европе, Јужне и Северне Америке и Азије. Услед овако великог тржишта, Метро ужива публику од преко 20 милиона дневних читаоца, и преко 42 милиона седмичних читаоца. Метро новине се могу наћи у веома проходним местима по градовима, као што су аутобуси, трамваји, метро станице и купеи, аеродроми, универзитети. Викенд издања се за сада издају само у Стокхолму и Сантијагу (Чиле). 
Новине се називају или по граду у коме се издају или по штампарији, али увек негде у свом називу имају реч Метро и зелени логотип. Тако на пример, чилеански и мексикански метро се зову ПублиМетро, шпански се зове Метро Директо. У Бостону се назива Бостон Метро, док се у Загребу назива Загреб Метро .

## Штампана издања Метро новина по региону

### Европа

#### Градска издања
| - Арус - Аликанте - Амстердам - Атина - Барселона - Болоња - Бордо - Будимпешта - Кастиља-Ла Манча - Копенхаген - Даблин - Фиренца - Галиција - Ђенова - Гутенберг - Хелсинки - Лили - Лисабон - Лион - Мадрид - Малага - Малме - Марсеј - Милано - Ница - Париз - Порто - Праг - Рим - Ротердам - Севиља - Санкт Петербург - Стокхолм - Стразбур - Тулуз - Валенција - Верона - Загреб - Данска - Мађарска - Пољска - Португал - Шпанија - Шведска - Холандија - Хонгконг - Сеул - Бусан - Сиднеј \| - Мексико Сити - Монтереј - Сантијаго - Концепцион - Курико - Талка - Сао Пауло \| - Торонто - Ванкувер - Монтреал - Отава - Едмонтон - Калгари \| - Њујорк - Филаделфија - Бостон \| - Metro International - Званична презентација |                                                              |                                 |
| - Мексико Сити - Монтереј - Сантијаго - Концепцион - Курико - Талка - Сао Пауло | - Торонто - Ванкувер - Монтреал - Отава - Едмонтон - Калгари | - Њујорк - Филаделфија - Бостон |